# Mořská panna (film, 1939)
Mořská panna je česká filmová veselohra, konverzační fraška s podtitulkem „výlet z manželství“, kterou v roce 1939 natočil podle stejnojmenné divadelní hry Josefa Štolby režisér Václav Kubásek. 

## Děj
Děj se odehrává v přepychovém přímořském lázeňském hotelu v Monte Carlu, kam přijeli na zdravotní dovolenou tři zámožní kamarádi. Jediný z nich, statkář Hrdý, je ženatý. Mácha je vdovcem a Sojka starým mládencem. Chtějí na chvilku zapomenout na maloměstské poměry a stát se světáky. Současně všichni tři věří, že v lázních zažijí nějaké dobrodružství, navštíví kasino, pláže a snad také prožijí nějaký flirt. V hotelu se seznámí s Klárou, obyčejnou mladou dívkou (Jiřina Štěpničková). Tu právě opustil její milenec, elegantní a zběhlý Robert (František Salzer), kterému věřila a nezištně jej milovala. Ve skutečnosti byl Robert dobrodruhem a podvodníkem, kterého Klára nyní již omrzela a který ji na závěr připravil o vše, co měla a pak jí ještě doporučil, dokud je mladá, aby si našla bohatého milence, který by ji vydržoval. Statkář Hrdý se do Kláry zamiluje. Robert však Hrdého přepadne a oloupí a ten se domnívá, že Klára byla jen volavkou. Do hotelu má přijet také ruská kněžna, za tu však považují jinou dívku, která pak nemá odvahu přiznat pravdu. Hrdého manželka Gábina dostane náhle telegram, aby přijela do lázní, že ji muž potřebuje. Vydá se tedy z maloměsta do lázní, kde překvapí svou přítomností v hotelu svého muže i jeho dva kumpány. Když všichni stojí po několika týdnech na nádraží, aby se vrátili již domů, v okolo projíždějícím vlaku se v okně objeví Klára, která také mizí z města. Na dotaz manželky – kdo to je – odpoví Hrdý, že to byla jen taková „mořská víla“. Život se pak všem z nich vrátí opět do maloměstských rozměrů.

## Obsazení
| Jiřina Štěpničková | podvodnice Klára                             |
| František Salzer   | dobrodruh Robert, milenec Kláry              |
| Bedřich Veverka    | statkář Emanuel Hrdý                         |
| Anna Letenská      | Gábinka Hrdá, statkářova manželka            |
| Jára Kohout        | obchodník Josef Sojka                        |
| Vladimír Řepa      | Karel Machač                                 |
| Růžena Šlemrová    | ruská kněžna Witkónská                       |
| Eliška Pleyová     | Machačova přítelkyně v baru                  |
| Eva Prchlíková     | Sojkova přítelkyně v baru                    |
| Gabriel Hart       | společník kněžny Witkónské                   |
| Richard Strejka    | společník kněžny Witkónské                   |
| Adolf Horálek      | společník kněžny Witkónské                   |
| Josef Příhoda      | cestující ve vlaku / ospalý muž v restauraci |
| František Paul     | muž na pláži                                 |
| Míla Pačová        | obstarožní světačka                          |
| Přemysl Pražský    | detektiv v herně                             |
| Bedřich Bozděch    | hotelový host s dětmi                        |
| Josef Bělský       | kožišník                                     |
| Emanuel Hříbal     | listonoš                                     |

## Tvůrci a štáb
- Režie: Václav Kubásek
- Předloha: Josef Štolba (stejnojmenná divadelní hra)
- Scénář: Václav Wasserman, Jarmila Svatá
- Kamera: Ferdinand Pečenka
- Vedoucí výroby: Vladimír Pošusta, Václav Dražil
- Hudba: Josef Stelibský
- Nahrál: Orchestr F.O.K. (řídil Josef Stelibský)
- Stavby: Bohumil Heš
- Střih: Božena Vališová
- Zvuk: František Pilát

## Produkční a technické údaje
- Začátek natáčení: 21. srpna 1939
- Konec natáčení: 5. září 1939
- Copyright: 1939
- Premiéra: 1. prosince 1939 (Pražská kina Metro, Blaník a Ráj)
- Výroba: Zdar (Vladimír Pošusta)
- Distribuce: Zdar (Vladimír Pošusta)
- Formát: černobílý – 35 mm – 1,37:1 – Tobis-Klang
- Jazyk: čeština
- Žánr: komedie
- Délka: cca 86 minut (2 610 metrů)
- Ateliéry: FAB Hostivař

## Zajímavosti
- Pod stejným názvem byl tentýž námět již v českém filmu zpracován v roce 1926 Josefem Medeotti – Boháčem [1]. V uvedeném zpracování se však děj odehrává na parníku.

- Role dobrodruha Roberta byla první hereckou filmovou roli divadelního režiséra Františka Salzera, působícího tehdy jako vrchní režisér v Divadle na Vinohradech.